# Vranjani (gmina Požega)
Vranjani (cyr. Врањани) – wieś w Serbii, w okręgu zlatiborskim, w gminie Požega. W 2011 roku liczyła 437 mieszkańców.